# Мішель Ґрін
Мішель Домінґес Ґрін (англ. Michele Dominguez Greene; 3 лютого 1962, Лас-Вегас, Невада) — американська акторка, співачка і автор пісень.

## Життєпис
Мішель почала навчатися акторського мистецтва в класі драми середньої школи, куди поступила, щоб подолати свою сильну сором'язливість. Потім проходила навчання на бакалавра мистецтв у Університеті Південної Каліфорнії. У цей період вона почала активно працювати на телебаченні.
Знялася в декількох десятках телесеріалів США. Найвідоміша роль — молодий адвокат Еббі Перкінс з «Закон Лос-Анджелеса». Крім цього Мішель Ґрін записала два компакт-диски з піснями: «Ojo de Tiburon» і «Luna Roja».

## Вибрана фільмографія

### Телефільми та серіали

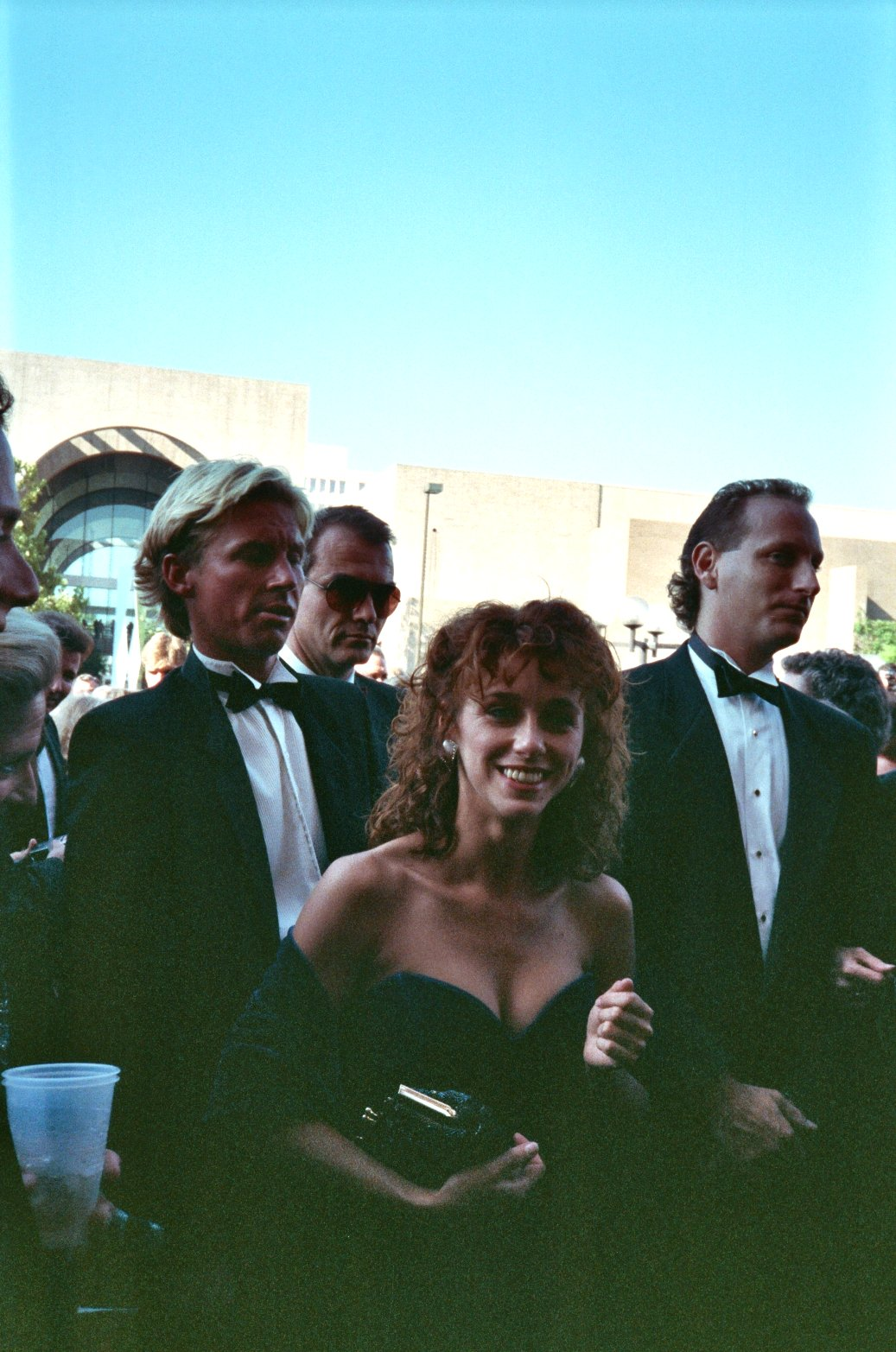
«Еммі» 1990

- 1979 — Лаверна і Ширлі
- 1980-1981 — Восьми достатньо
- 1986-1994 — Закон Лос-Анджелеса
- 1987 — Метлок
- 1988 — Подвійні стандарти
- 1990 — Кошмар на 13-му поверсі
- 1997 — За межею можливого
- 1997-2007 — Зоряна брама: SG-1
- 2000-2011 — CSI: Місце злочину
- 2003-2010 — Частини тіла
- 2003-2004 — Матриця: Загроза
- 2003-2010 — Мертва справа
- 2005 — Кістки
- 2006 — Велике кохання
- 2006 — Брати і сестри
- 2006-2007 — Загін «Антитерор»
- 2007 — МакБрайд: Собачі пристрасті
- 2009-2010 — Три ріки
- 2010 — Фішки. Гроші. Адвокати

## Фільми
- 1981 — Темний кінець вулиці
- 1993 — Безсловесна жертва
- 1994 — Чужинець у ночі
- 1994 — Серце дитини
- 1994 — Ненароджений-2
- 1996 — Батькова дочка
- 1997 — Втрачені скарби
- 1999 — Збіглий розум
- 1999 — Кіберджек-2: Битва за майбутнє
- 2001 — Сімейна справа
- 2000 — Алькатрас Авеню
- 2001 — Удар блискавки
- 2002 — Визначення смерті
- 2003 — Дамба смерті
- 2005 — Легенда про Люсі Кіс

## Нагороди
У 1989 році номінована на премію «Еммі» в категорії «Найкраща жіноча роль другого плану в драматичному телесеріалі».